# Lower Fremont Glacier
Der Lower Fremont Glacier ist ein Gletscher in der nördlichen Wind River Range im Westen des US-Bundesstaates Wyoming. Er liegt in einem Kar östlich der kontinentalen Wasserscheide unweit des  Hauptkamms der Gebirgskette auf ca. 3700 m Höhe unterhalb von Mount Sacagawea im Westen sowie Fremont Peak und Jackson Peak im Südwesten. Der Gletscher befindet sich innerhalb der Fitzpatrick Wilderness des Shoshone National Forest und liegt unmittelbar nördlich des Bull Lake Glacier, von dem er durch eine Moräne getrennt ist. Westlich oberhalb des Lower Fremont Glacier liegt, durch eine Felsklippe getrennt, der Upper Fremont Glacier. Die drei Gletscher entwässern, wie auch der südöstlich des Bull Lake Glacier gelegene Knife Point Glacier, über einen namenlosen Bach in den North Fork Bull Lake Creek und über den Bull Lake Creek in den Wind River. Zusammen mit einigen umliegenden Gletschern, die sich östlich und westlich des Hauptkamms der Wind River Range verteilen, bildet der Lower Fremont Glacier die größte Ansammlung von Gletschern in den US-amerikanischen Rocky Mountains. Entdeckt wurden die beiden Fremont-Gletscher am 7. August 1878 während der dritten Expedition des US-amerikanischen Geologen Ferdinand Vandeveer Hayden.
Im Zuge des weltweiten Gletscherschwundes geht auch der Lower Fremont Glacier seit mehreren Jahrzehnten deutlich zurück. So verlor der Gletscher zwischen 1966 und 2006 ca. 23 % seiner Fläche. Satellitenbilder belegen, dass sich der Gletscher allein bis 1994 um 130 m zurückgezogen hat, woraufhin sich unterhalb des Gletschers ein kleiner Gletschersee bildete. Bei Fortsetzung dieser Entwicklungen werden der Lower Fremont Glacier sowie zwei Drittel der Gletscher der Wind River Range innerhalb der nächsten Jahrzehnte vollständig verschwunden sein.

## Belege
1. ↑  Geonames. Abgerufen am 10. Januar 2024.
2. ↑  Lower Fremont Glacier | Natural Atlas. Abgerufen am 10. Januar 2024.
3. ↑  Glaciers of Wyoming | Glaciers of the American West. Abgerufen am 10. Januar 2024.
4. ↑  Carsten Braun: The (Forgotten) Glaciers of the Wind River Range. 1. November 2023, abgerufen am 10. Januar 2024 (englisch).
5. ↑  Mauri Pelto: Lower Fremont Glacier, Wyoming Disappearing. In: From a Glacier's Perspective. 31. Oktober 2011, abgerufen am 10. Januar 2024 (amerikanisches Englisch).